# اوتو مولر فون سرنیکی
اوتو مولر فون سرنیکی (هلندی: Otto Muller von Czernicki; ۱۳ مارس ۱۹۰۹ – ۲۱ ژوئن ۱۹۹۸) بازیکن هاکی روی چمن اهل هلند بود.